# Xã Hopewell, Quận Bedford, Pennsylvania
Xã Hopewell (tiếng Anh: Hopewell Township) là một xã thuộc quận Bedford, tiểu bang Pennsylvania, Hoa Kỳ. Năm 2010, dân số của xã này là 2.010 người.